# 천국에 다녀온 소년
《천국에 다녀온 소년》(영어: Heaven Is for Real)은 2014년 공개된 미국의 기독교 드라마 영화이다. 2010년 책 《소년의 3분은 천상의 시간이었다》를 바탕으로 한 영화이다.

## 출연

### 주연
- 그렉 키니어
- 켈리 라일리
- 코너 코롬
- 마고 마틴데일
- 토마스 헤이든 처치

### 조연
- 레인 스타일
- 제이콥 바가스
- 낸시 소렐
- 타냐 로메로
- 단소 고든
- 롭 모란
- 다시 페어
- 마이클 몰하르트
- 브라이언 클락
- 줄리아 아코스
- 마이클 밀스
- 케빈 앤더슨
- 존 테드 윈
- 대런 펠벨
- 수잔 켈소
- 존 B. 로우
- 이나 배론

## 기타
- 원작자: 토드 버포
- 원작자: 린 빈센트
- 공동제작: 앤드류 월리스
- 공동제작: 킴 H. 윈더
- 조감독: 킴 H. 윈더
- 사운드슈퍼바이저: 션 맥코막
- 미술: 어빈더 그레월
- 특수효과: 레어드 맥머레이
- 시각효과: 댄 레비탄
- 분장: 더그 모로우
- 헤어: 멜리자 슈미트
- 의상: 마이클 T. 보이드
- 배역: 쉘리아 자프

## 같이 보기
- 아키아나 크라마리크
- 미라클 프롬 헤븐
- 기적의 소년